# 俞維宇
俞維宇（？—？），字憲喬，號如愚，福建興化府莆田縣人，明朝政治人物。

## 生平
萬曆二十二年（1594年）甲午科鄉試第三十四名舉人，萬曆二十三年（1595年）聯捷乙未科會試第七十四名，廷試二甲第五十六名進士，兵部觀政，二十七年授户部四川司主事，奉命押解白银十二萬往永平給东征朝鲜的士兵，二十八年江西监兑。补山东登州府知府，調济南府知府。萬曆三十五年（1607年）擢山東東兗道副使，累迁山东参政，捐俸重新孟子庙，刻碑纪事。转湖廣按察使、備兵蘇松。陞山東右布政使。
天啟元年（1621年）起為湖廣左布政使，各直省乡试榜前列欲得魏姓以媚魏忠贤，楚闈榜发，任事者惟恐失魏姓人，维宇为提调，独厉声曰：立贤无方谓何至，公堂上豈容徇私。以此忤意，遂拂衣归。魏忠贤败，拟擢巡抚，会内艰，服未闋而卒，年五十四。

## 家族
曾祖俞釗，舉人、教谕，贈主事。祖俞應登，贈同知。父俞绍，任成都府同知。嫡母林氏，贈宜人；生母馮氏。具庆下。兄维守（國子生）、维祯、维宾。娶彭氏。子近光、近禮、近思。